# Будища (Житомирская область)
Будища (укр. Будища) — село на Украине, основано в 1592 году, находится в Новоград-Волынском районе Житомирской области.
Население по переписи 2001 года составляет 176 человек. Почтовый индекс — 11765. Телефонный код — 4141. Занимает площадь 0,726 км².

## Адрес местного совета
11765, Житомирская область, Новоград-Волынский р-н, с. Жёлобное

## Переименованные объекты
1) ул. Гагарина - ул. Мира